# Ufens xinjiangensis
Ufens xinjiangensis is een vliesvleugelig insect uit de familie Trichogrammatidae. De wetenschappelijke naam is voor het eerst geldig gepubliceerd in 2003 door Hu & Lin.